# Volo JetBlue Airways 191
Il volo JetBlue Airways 191 era un collegamento passeggeri di linea partito da New York e diretto a Las Vegas, Stati Uniti. Il 27 marzo 2012, l'Airbus A320 in servizio su questa rotta subì un dirottamento verso l'aeroporto Internazionale Rick Husband Amarillo di Amarillo, in Texas, dopo che il comandante, affetto da un apparente esaurimento nervoso, aveva iniziato a comportarsi in modo strano e per tale motivo era stato trattenuto dai passeggeri, mentre il primo ufficiale assumeva il controllo del velivolo. Non ci furono vittime.

## L'incidente
Il comandante Clayton Osbon, 49 anni, fu bloccato fuori dalla cabina di pilotaggio dal primo ufficiale Jason Dowd e sottomesso dai passeggeri dopo aver iniziato a comportarsi in modo irrazionale, a quanto pare a causa di un esaurimento nervoso non specificato. L'aereo venne quindi dirottato in direzione di Amarillo. Osbon ricevette cure mediche dal Northwest Texas Healthcare System.
Dowd e Osbon stavano regolarmente conducendo il volo, quando il comandante iniziò a lamentarsi di argomenti come il terrorismo e gli attentati dell'11 settembre 2001 ed a pronunciare frasi come "Dobbiamo compiere un atto di fede", "Non andremo a Las Vegas" e "Non posso essere ritenuto responsabile quando questo aereo si schianterà", tenendo quello che il primo ufficiale descrisse come un sermone. Dowd, allarmato, convinse Osbon ad andare in cabina passeggeri, quindi lo chiuse fuori dalla cabina di pilotaggio e vi si barricò all'interno, bloccando la porta e cambiando il codice di sicurezza. Osbon continuò a inveire, parlando ai passeggeri di Gesù, Al Qaida, i paesi del Medio Oriente ed una possibile bomba a bordo. I passeggeri, preoccupati, lo aggredirono e lo legarono con gli estensori delle cinture di sicurezza. Un pilota della JetBlue fuori servizio, che stava viaggiando come passeggero, si unì a Dowd nella cabina di pilotaggio per aiutarlo, e i due fecero atterrare l'aereo circa 20 minuti dopo ad Amarillo. Osbon venne arrestato e accusato di "interferenza con un equipaggio di condotta".
Il comandante Osbon venne sospeso dal lavoro dopo aver lavorato sotto la JetBlue per 12 anni. Aveva frequentato l'Università Carnegie Mellon e si era laureato nel 1987 al Nathaniel Hawthorne College, un college di aeronautica e aviazione situato nel New Hampshire.

## Processo e causa legale
Il 3 luglio 2012 il comandante Osbon fu dichiarato non colpevole per infermità mentale dell'accusa di interferenza con l'equipaggio di condotta dal giudice federale Mary Lou Robinson con sede ad Amarillo, in Texas. Osbon fu comunque condannato ad essere trattenuto in attesa di ulteriori indagini e venne trasferito immediatamente in una clinica psichiatrica a Fort Worth per ricevere ulteriori cure.
Il comandante Osbon venne poi sottoposto a controlli in una struttura psichiatrica federale nella Carolina del Nord, fino a quando, il 9 novembre 2012, la giudice Robinson lo rimise in libertà in base a disposizioni che, tra le altre cose, gli avrebbero consentito il proseguimento del trattamento in clinica e gli avrebbero fatto seguire un regime di farmaci prescritti. Osbon avrebbe dovuto continuare a essere monitorato dal suo addetto alla libertà vigilata per un periodo di tempo indeterminato. "Questa è una brutta situazione per lei e la sua famiglia, ma è molto fortunato ad avere il tipo di supporto immediato che ha. Buona fortuna, signor Osbon", sentenziò la Robinson.
Nel marzo 2015, Osbon intentò una causa contro la JetBlue Airways per 14,9 milioni di dollari, sostenendo che la compagnia aerea non si era assicurata se fosse in grado di volare o meno, mettendo così in pericolo la vita dell'equipaggio e dei passeggeri. La causa venne intentata tre giorni dopo l'incidente del volo Germanwings 9525, in cui il copilota Andreas Lubitz fece schiantare deliberatamente l'aereo uccidendo tutte le persone a bordo. La disputa fu risolta il mese successivo, ma i termini della transazione non sono mai stati divulgati al pubblico.

## Causa dell'esaurimento nervoso
La causa del crollo mentale di Osbon rimane sconosciuta. Le possibilità suggerite includevano l'insorgenza di un disturbo psicotico, un evento neurologico che compromise le sue funzioni cerebrali o un'intossicazione dovuta a farmaci. Nella causa intentata da Osbon nel marzo 2015 contro JetBlue, il comandante affermò che l'incidente era stato causato da un complesso attacco cerebrale parziale.